# 2002–2003-as UEFA-bajnokok ligája
A 2002–2003-as UEFA-bajnokok ligája a legrangosabb európai nemzetközi labdarúgókupa, mely jelenlegi nevén 11., jogelődjeivel együttvéve 48. alkalommal került kiírásra. A döntőnek a manchesteri Old Trafford stadion adott otthont. A döntőt az olasz AC Milan nyerte, története során 6. alkalommal. Ez volt az első olyan kupadöntő, melyet olasz csapatok vívtak egymás ellen.

## Selejtezők
A selejtezőket három fordulóban bonyolították le 2002. július 17. és augusztus 28. között. A selejtezőben 56 csapat vett részt.

### 1. selejtezőkör
Az első selejtezőkör párosításainak győztesei a második selejtezőkörbe jutottak, a vesztesek kiestek. Az első mérkőzéseket 2002. július 17-én, a visszavágókat július 24-én játszották.
| 1. csapat        | Össz.Tooltip Aggregate score | 2. csapat         | 1. mérk. | 2. mérk. |
| ---------------- | ---------------------------- | ----------------- | -------- | -------- |
| F91 Dudelange    | 1–4                          | Vardar            | 1–1      | 0–3      |
| Hibernians       | 3–2                          | Shelbourne        | 2–2      | 1–0      |
| Portadown FC     | 2–3                          | Belsina Babrujszk | 0–0      | 2–3      |
| Željezničar      | 4–0                          | ÍA                | 3–0      | 1–0      |
| Skonto           | 6–0                          | Barry Town FC     | 5–0      | 1–0      |
| Flora            | 0–1                          | APÓEL             | 0–0      | 0–1      |
| Sheriff Tiraspol | 4–4 (i.g.)                   | Zsenisz Asztana   | 2–1      | 2–3      |
| Tampere United   | 0–6                          | Pjunik            | 0–4      | 0–2      |
| FBK Kaunas       | 2–3                          | Dinamo Tirana     | 2–3      | 0–0      |
| Torpedo Kutaiszi | 6–2                          | B36               | 5–2      | 1–0      |

### 2. selejtezőkör
A 2. selejtezőkör párosításainak győztesei a 3. selejtezőkörbe jutottak, a vesztesek kiestek. Az első mérkőzéseket 2002. július 31-én, a visszavágókat augusztus 7-én játszották.
| 1. csapat        | Össz.Tooltip Aggregate score | 2. csapat         | 1. mérk. | 2. mérk. |
| ---------------- | ---------------------------- | ----------------- | -------- | -------- |
| Sheriff Tiraspol | 1–6                          | Grazer AK         | 1–4      | 0–2      |
| Makkabi Haifa    | 5–0                          | Belsina Babrujszk | 4–0      | 1–0      |
| Dinamo Kijiv     | 6–2                          | Pjunik            | 4–0      | 2–2      |
| Zalaegerszegi TE | 2–2 (i.g.)                   | NK Zagreb         | 1–0      | 1–2      |
| Boavista         | 7–3                          | Hibernians        | 4–0      | 3–3      |
| Sparta Praha     | 5–1                          | Torpedo Kutaiszi  | 3–0      | 2–1      |
| Skonto           | 0–2                          | Levszki Szofija   | 0–0      | 0–2      |
| Vardar           | 2–4                          | Legia Warszawa    | 1–3      | 1–1      |
| Hammarby IF      | 1–5                          | Partizan          | 1–1      | 0–4      |
| MŠK Žilina       | 1–4                          | FC Basel          | 1–1      | 0–3      |
| NK Maribor       | 4–5                          | APÓEL             | 2–1      | 2–4      |
| Lillestrøm SK    | 0–2                          | Željezničar       | 0–1      | 0–1      |
| Club Brugge      | 4–1                          | Dinamo București  | 3–1      | 1–0      |
| Brøndby IF       | 5–0                          | Dinamo Tirana     | 1–0      | 4–0      |

### 3. selejtezőkör
A 3. selejtezőkör párosításainak győztesei a csoportkörbe jutottak, a vesztesek az UEFA-kupa első fordulójába kerültek. Az első mérkőzéseket 2002. augusztus 13-án és 14-én, a visszavágókat augusztus 27-én és 28-án játszották.
| 1. csapat        | Össz.Tooltip Aggregate score | 2. csapat          | 1. mérk. | 2. mérk.   |
| ---------------- | ---------------------------- | ------------------ | -------- | ---------- |
| KRC Genk         | 4–4 (i.g.)                   | Sparta Praha       | 2–0      | 2–4        |
| Feyenoord        | 3–0                          | Fenerbahçe SK      | 1–0      | 2–0        |
| Makkabi Haifa    | 5–3                          | Sturm Graz         | 2–0      | 3–3        |
| Boavista         | 0–1                          | AJ Auxerre         | 0–1      | 0–0        |
| APÓEL            | 2–4                          | AÉK                | 2–3      | 0–1        |
| Zalaegerszegi TE | 1–5                          | Manchester United  | 1–0      | 0–5        |
| Sporting CP      | 0–2                          | Internazionale     | 0–0      | 0–2        |
| Partizan         | 1–6                          | Bayern München     | 0–3      | 1–3        |
| Sahtar Doneck    | 2–2 (t. 1–4)                 | Club Brugge        | 1–1      | 1–1 (h.u.) |
| Željezničar      | 0–5                          | Newcastle United   | 0–1      | 0–4        |
| Celtic           | 3–3 (i.g.)                   | FC Basel           | 3–1      | 0–2        |
| Grazer AK        | 3–5                          | Lokomotyiv Moszkva | 0–2      | 3–3        |
| Rosenborg        | 4–2                          | Brøndby IF         | 1–0      | 3–2        |
| Levszki Szofija  | 0–2                          | Dinamo Kijiv       | 0–1      | 0–1        |
| AC Milan         | 2–2 (i.g.)                   | Slovan Liberec     | 1–0      | 1–2        |
| FC Barcelona     | 4–0                          | Legia Warszawa     | 3–0      | 1–0        |

## Első csoportkör
A csoportkörben 32 csapat vett részt, a sorsoláskor nyolc darab négycsapatos csoportot képeztek. A csoportokban a csapatok körmérkőzéses, oda-visszavágós rendszerben mérkőztek meg egymással. A csoportok első  két helyezettje a második csoportkörbe jutott. A harmadik helyezettek az UEFA-kupa harmadik fordulójába kerültek. A negyedik helyezettek kiestek.

### A csoport
| Hely. | Csapat            | M | Gy | D | V | G+ | G– | Gk | P  | Továbbjutás                         |  | ARS | DOR | AUX | PSV |
| ----- | ----------------- | - | -- | - | - | -- | -- | -- | -- | ----------------------------------- |  | --- | --- | --- | --- |
| 1.    | Arsenal           | 6 | 3  | 1 | 2 | 9  | 4  | +5 | 10 | Továbbjutott a második csoportkörbe |  | —   | 2–0 | 1–2 | 0–0 |
| 2.    | Borussia Dortmund | 6 | 3  | 1 | 2 | 8  | 7  | +1 | 10 | Továbbjutott a második csoportkörbe |  | 2–1 | —   | 2–1 | 1–1 |
| 3.    | AJ Auxerre        | 6 | 2  | 1 | 3 | 4  | 7  | −3 | 7  | Átkerült az UEFA-kupába             |  | 0–1 | 1–0 | —   | 0–0 |
| 4.    | PSV Eindhoven     | 6 | 1  | 3 | 2 | 5  | 8  | −3 | 6  |                                     |  | 0–4 | 1–3 | 3–0 | —   |

### B csoport
| Hely. | Csapat           | M | Gy | D | V | G+ | G– | Gk  | P  | Továbbjutás                         |  | VAL | BSL | LIV | SPM |
| ----- | ---------------- | - | -- | - | - | -- | -- | --- | -- | ----------------------------------- |  | --- | --- | --- | --- |
| 1.    | Valencia CF      | 6 | 5  | 1 | 0 | 17 | 4  | +13 | 16 | Továbbjutott a második csoportkörbe |  | —   | 6–2 | 2–0 | 3–0 |
| 2.    | FC Basel         | 6 | 2  | 3 | 1 | 12 | 12 | 0   | 9  | Továbbjutott a második csoportkörbe |  | 2–2 | —   | 3–3 | 2–0 |
| 3.    | Liverpool FC     | 6 | 2  | 2 | 2 | 12 | 8  | +4  | 8  | Átkerült az UEFA-kupába             |  | 0–1 | 1–1 | —   | 5–0 |
| 4.    | Szpartak Moszkva | 6 | 0  | 0 | 6 | 1  | 18 | −17 | 0  |                                     |  | 0–3 | 0–2 | 1–3 | —   |

### C csoport
| Hely. | Csapat      | M | Gy | D | V | G+ | G– | Gk | P | Továbbjutás                         |  | RMA | ROM | AÉK | GNK |
| ----- | ----------- | - | -- | - | - | -- | -- | -- | - | ----------------------------------- |  | --- | --- | --- | --- |
| 1.    | Real Madrid | 6 | 2  | 3 | 1 | 15 | 7  | +8 | 9 | Továbbjutott a második csoportkörbe |  | —   | 0–1 | 2–2 | 6–0 |
| 2.    | AS Roma     | 6 | 2  | 3 | 1 | 3  | 4  | −1 | 9 | Továbbjutott a második csoportkörbe |  | 0–3 | —   | 1–1 | 0–0 |
| 3.    | AÉK         | 6 | 0  | 6 | 0 | 7  | 7  | 0  | 6 | Átkerült az UEFA-kupába             |  | 3–3 | 0–0 | —   | 1–1 |
| 4.    | Genk        | 6 | 0  | 4 | 2 | 2  | 9  | −7 | 4 |                                     |  | 1–1 | 0–1 | 0–0 | —   |

### D csoport
| Hely. | Csapat             | M | Gy | D | V | G+ | G– | Gk | P  | Továbbjutás                         |  | INT | AJX | LYO | ROS |
| ----- | ------------------ | - | -- | - | - | -- | -- | -- | -- | ----------------------------------- |  | --- | --- | --- | --- |
| 1.    | Internazionale     | 6 | 3  | 2 | 1 | 12 | 8  | +4 | 11 | Továbbjutott a második csoportkörbe |  | —   | 1–0 | 1–2 | 3–0 |
| 2.    | Ajax               | 6 | 2  | 2 | 2 | 6  | 5  | +1 | 8  | Továbbjutott a második csoportkörbe |  | 1–2 | —   | 2–1 | 1–1 |
| 3.    | Olympique Lyonnais | 6 | 2  | 2 | 2 | 12 | 9  | +3 | 8  | Átkerült az UEFA-kupába             |  | 3–3 | 0–2 | —   | 5–0 |
| 4.    | Rosenborg          | 6 | 0  | 4 | 2 | 4  | 12 | −8 | 4  |                                     |  | 2–2 | 0–0 | 1–1 | —   |

### E csoport
| Hely. | Csapat           | M | Gy | D | V | G+ | G– | Gk | P  | Továbbjutás                         |  | JUV | NEW | DKV | FEY |
| ----- | ---------------- | - | -- | - | - | -- | -- | -- | -- | ----------------------------------- |  | --- | --- | --- | --- |
| 1.    | Juventus         | 6 | 4  | 1 | 1 | 12 | 3  | +9 | 13 | Továbbjutott a második csoportkörbe |  | —   | 2–0 | 5–0 | 2–0 |
| 2.    | Newcastle United | 6 | 3  | 0 | 3 | 6  | 8  | −2 | 9  | Továbbjutott a második csoportkörbe |  | 1–0 | —   | 2–1 | 0–1 |
| 3.    | Dinamo Kijiv     | 6 | 2  | 1 | 3 | 6  | 9  | −3 | 7  | Átkerült az UEFA-kupába             |  | 1–2 | 2–0 | —   | 2–0 |
| 4.    | Feyenoord        | 6 | 1  | 2 | 3 | 4  | 8  | −4 | 5  |                                     |  | 1–1 | 2–3 | 0–0 | —   |

### F csoport
| Hely. | Csapat            | M | Gy | D | V | G+ | G– | Gk | P  | Továbbjutás                         |  | MUN | LEV | MHA | OLY |
| ----- | ----------------- | - | -- | - | - | -- | -- | -- | -- | ----------------------------------- |  | --- | --- | --- | --- |
| 1.    | Manchester United | 6 | 5  | 0 | 1 | 16 | 8  | +8 | 15 | Továbbjutott a második csoportkörbe |  | —   | 2–0 | 5–2 | 4–0 |
| 2.    | Bayer Leverkusen  | 6 | 3  | 0 | 3 | 9  | 11 | −2 | 9  | Továbbjutott a második csoportkörbe |  | 1–2 | —   | 2–1 | 2–0 |
| 3.    | Makkabi Haifa     | 6 | 2  | 1 | 3 | 12 | 12 | 0  | 7  | Átkerült az UEFA-kupába             |  | 3–0 | 0–2 | —   | 3–0 |
| 4.    | Olimbiakósz       | 6 | 1  | 1 | 4 | 11 | 17 | −6 | 4  |                                     |  | 2–3 | 6–2 | 3–3 | —   |

### G csoport
| Hely. | Csapat              | M | Gy | D | V | G+ | G– | Gk | P  | Továbbjutás                         |  | MIL | DEP | LEN | BAY |
| ----- | ------------------- | - | -- | - | - | -- | -- | -- | -- | ----------------------------------- |  | --- | --- | --- | --- |
| 1.    | AC Milan            | 6 | 4  | 0 | 2 | 12 | 7  | +5 | 12 | Továbbjutott a második csoportkörbe |  | —   | 1–2 | 2–1 | 2–1 |
| 2.    | Deportivo La Coruña | 6 | 4  | 0 | 2 | 11 | 12 | −1 | 12 | Továbbjutott a második csoportkörbe |  | 0–4 | —   | 3–1 | 2–1 |
| 3.    | Lens                | 6 | 2  | 2 | 2 | 11 | 11 | 0  | 8  | Átkerült az UEFA-kupába             |  | 2–1 | 3–1 | —   | 1–1 |
| 4.    | Bayern München      | 6 | 0  | 2 | 4 | 9  | 13 | −4 | 2  |                                     |  | 1–2 | 2–3 | 3–3 | —   |

### H csoport
| Hely. | Csapat             | M | Gy | D | V | G+ | G– | Gk | P  | Továbbjutás                         |  | BAR | LMO | BRU | GAL |
| ----- | ------------------ | - | -- | - | - | -- | -- | -- | -- | ----------------------------------- |  | --- | --- | --- | --- |
| 1.    | FC Barcelona       | 6 | 6  | 0 | 0 | 13 | 4  | +9 | 18 | Továbbjutott a második csoportkörbe |  | —   | 1–0 | 3–2 | 3–1 |
| 2.    | Lokomotyiv Moszkva | 6 | 2  | 1 | 3 | 5  | 7  | −2 | 7  | Továbbjutott a második csoportkörbe |  | 1–3 | —   | 2–0 | 0–2 |
| 3.    | Club Brugge        | 6 | 1  | 2 | 3 | 5  | 7  | −2 | 5  | Átkerült az UEFA-kupába             |  | 0–1 | 0–0 | —   | 3–1 |
| 4.    | Galatasaray SK     | 6 | 1  | 1 | 4 | 5  | 10 | −5 | 4  |                                     |  | 0–2 | 1–2 | 0–0 | —   |

## Második csoportkör
A második csoportkörben az a 16 csapat vett részt, amelyek az első csoportkör során a saját csoportjuk első két helyének valamelyikén végeztek. A csoportokban a csapatok körmérkőzéses, oda-visszavágós rendszerben mérkőztek meg egymással. A csoportok első két helyezettje az egyenes kieséses szakaszba jutott. A harmadik és negyedik helyezettek kiestek.

### A csoport
| Hely. | Csapat           | M | Gy | D | V | G+ | G– | Gk  | P  | Továbbjutás                                |     | BAR | INT | NEW | LEV |
| ----- | ---------------- | - | -- | - | - | -- | -- | --- | -- | ------------------------------------------ | --- | --- | --- | --- | --- |
| 1.    | FC Barcelona     | 6 | 5  | 1 | 0 | 12 | 2  | +10 | 16 | Továbbjutott az egyenes kieséses szakaszba |     | —   | 3–0 | 3–1 | 2–0 |
| 2.    | Internazionale   | 6 | 3  | 2 | 1 | 11 | 8  | +3  | 11 | Továbbjutott az egyenes kieséses szakaszba |     | 0–0 | —   | 2–2 | 3–2 |
| 3.    | Newcastle United | 6 | 2  | 1 | 3 | 10 | 13 | −3  | 7  |                                            |     | 0–2 | 1–4 | —   | 3–1 |
| 4.    | Bayer Leverkusen | 6 | 0  | 0 | 6 | 5  | 15 | −10 | 0  |                                            | 1–2 | 0–2 | 1–3 | —   |     |

### B csoport
| Hely. | Csapat      | M | Gy | D | V | G+ | G– | Gk | P | Továbbjutás                                |     | VAL | AJX | ARS | ROM |
| ----- | ----------- | - | -- | - | - | -- | -- | -- | - | ------------------------------------------ | --- | --- | --- | --- | --- |
| 1.    | Valencia CF | 6 | 2  | 3 | 1 | 5  | 6  | −1 | 9 | Továbbjutott az egyenes kieséses szakaszba |     | —   | 1–1 | 2–1 | 0–3 |
| 2.    | Ajax        | 6 | 1  | 5 | 0 | 6  | 5  | +1 | 8 | Továbbjutott az egyenes kieséses szakaszba |     | 1–1 | —   | 0–0 | 2–1 |
| 3.    | Arsenal     | 6 | 1  | 4 | 1 | 6  | 5  | +1 | 7 |                                            |     | 0–0 | 1–1 | —   | 1–1 |
| 4.    | AS Roma     | 6 | 1  | 2 | 3 | 7  | 8  | −1 | 5 |                                            | 0–1 | 1–1 | 1–3 | —   |     |

### C csoport
| Hely. | Csapat             | M | Gy | D | V | G+ | G– | Gk | P  | Továbbjutás                                |     | MIL | RMA | DOR | LMO |
| ----- | ------------------ | - | -- | - | - | -- | -- | -- | -- | ------------------------------------------ | --- | --- | --- | --- | --- |
| 1.    | AC Milan           | 6 | 4  | 0 | 2 | 5  | 4  | +1 | 12 | Továbbjutott az egyenes kieséses szakaszba |     | —   | 1–0 | 0–1 | 1–0 |
| 2.    | Real Madrid        | 6 | 3  | 2 | 1 | 9  | 6  | +3 | 11 | Továbbjutott az egyenes kieséses szakaszba |     | 3–1 | —   | 2–1 | 2–2 |
| 3.    | Borussia Dortmund  | 6 | 3  | 1 | 2 | 8  | 5  | +3 | 10 |                                            |     | 0–1 | 1–1 | —   | 3–0 |
| 4.    | Lokomotyiv Moszkva | 6 | 0  | 1 | 5 | 3  | 10 | −7 | 1  |                                            | 0–1 | 0–1 | 1–2 | —   |     |

### D csoport
| Hely. | Csapat              | M | Gy | D | V | G+ | G– | Gk | P  | Továbbjutás                                |     | MUN | JUV | BSL | DEP |
| ----- | ------------------- | - | -- | - | - | -- | -- | -- | -- | ------------------------------------------ | --- | --- | --- | --- | --- |
| 1.    | Manchester United   | 6 | 4  | 1 | 1 | 11 | 5  | +6 | 13 | Továbbjutott az egyenes kieséses szakaszba |     | —   | 2–1 | 1–1 | 2–0 |
| 2.    | Juventus            | 6 | 2  | 1 | 3 | 11 | 11 | 0  | 7  | Továbbjutott az egyenes kieséses szakaszba |     | 0–3 | —   | 4–0 | 3–2 |
| 3.    | Basel               | 6 | 2  | 1 | 3 | 5  | 10 | −5 | 7  |                                            |     | 1–3 | 2–1 | —   | 1–0 |
| 4.    | Deportivo La Coruña | 6 | 2  | 1 | 3 | 7  | 8  | −1 | 7  |                                            | 2–0 | 2–2 | 1–0 | —   |     |

## Egyenes kieséses szakasz
Az egyenes kieséses szakaszban az a 8 csapat vett részt, amelyek a második csoportkör során a saját csoportjuk első két helyének valamelyikén végeztek.
|  | Negyeddöntők          | Negyeddöntők          | Negyeddöntők   | Negyeddöntők   | Negyeddöntők |   |                 | Elődöntők       | Elődöntők | Elődöntők | Elődöntők | Elődöntők |  |  | Döntő | Döntő | Döntő |  |
|  |                       |                       |                |                |              |   |                 |                 |           |           |           |           |  |  |       |       |       |  |
|  | Ajax                  | Ajax                  | 0              | 2              | 2            |   |                 |                 |           |           |           |           |  |  |       |       |       |  |
|  | Ajax                  | Ajax                  | 0              | 2              | 2            |   |                 |                 |           |           |           |           |  |  |       |       |       |  |
|  | AC Milan              | AC Milan              | 0              | 3              | 3            |   |                 |                 |           |           |           |           |  |  |       |       |       |  |
|  | AC Milan              | AC Milan              | 0              | 3              | 3            |   | AC Milan (i.g.) | AC Milan (i.g.) | 0         | 1         | 1         |           |  |  |       |       |       |  |
|  |                       |                       |                |                |              |   | AC Milan (i.g.) | AC Milan (i.g.) | 0         | 1         | 1         |           |  |  |       |       |       |  |
|  |                       |                       | Internazionale | Internazionale | 0            | 1 | 1               |                 |           |           |           |           |  |  |       |       |       |  |
|  | Internazionale (i.g.) | Internazionale (i.g.) | Internazionale | Internazionale | 0            | 1 | 1               | 1               | 1         | 2         |           |           |  |  |       |       |       |  |
|  | Internazionale (i.g.) | Internazionale (i.g.) |                |                |              |   |                 |                 |           | 2         |           |           |  |  |       |       |       |  |
|  | Valencia CF           | Valencia CF           | 0              | 2              | 2            |   |                 |                 |           |           |           |           |  |  |       |       |       |  |
|  | Valencia CF           | Valencia CF           | 0              | 2              | 2            |   | AC Milan        | AC Milan        | 0 (3)     |           |           |           |  |  |       |       |       |  |
|  |                       |                       |                |                |              |   |                 |                 |           |           |           |           |  |  |       |       |       |  |
|  |                       |                       | Juventus       | Juventus       | 0 (2)        |   |                 |                 |           |           |           |           |  |  |       |       |       |  |
|  | Real Madrid           | Real Madrid           | Juventus       | Juventus       | 0 (2)        | 3 | 3               | 6               |           |           |           |           |  |  |       |       |       |  |
|  | Real Madrid           | Real Madrid           |                |                |              |   |                 | 6               |           |           |           |           |  |  |       |       |       |  |
|  | Manchester United     | Manchester United     | 1              | 4              | 5            |   |                 |                 |           |           |           |           |  |  |       |       |       |  |
|  | Manchester United     | Manchester United     | 1              | 4              | 5            |   | Real Madrid     | Real Madrid     | 2         | 1         | 3         |           |  |  |       |       |       |  |
|  |                       |                       |                |                |              |   | Real Madrid     | Real Madrid     | 2         | 1         | 3         |           |  |  |       |       |       |  |
|  |                       |                       | Juventus       | Juventus       | 1            | 3 | 4               |                 |           |           |           |           |  |  |       |       |       |  |
|  | Juventus              | Juventus              | Juventus       | Juventus       | 1            | 3 | 4               | 1               | 2         | 3         |           |           |  |  |       |       |       |  |
|  | Juventus              | Juventus              |                |                |              |   |                 |                 |           | 3         |           |           |  |  |       |       |       |  |
|  | FC Barcelona          | FC Barcelona          | 1              | 1              | 2            |   |                 |                 |           |           |           |           |  |  |       |       |       |  |

### Negyeddöntők
Az első mérkőzéseket 2003. április 8-án és 9-én, a visszavágókat április 22-én és 23-án játszották.
| 1. csapat      | Össz.Tooltip Aggregate score | 2. csapat         | 1. mérk. | 2. mérk.   |
| -------------- | ---------------------------- | ----------------- | -------- | ---------- |
| Real Madrid    | 6–5                          | Manchester United | 3–1      | 3–4        |
| Juventus       | 3–2                          | FC Barcelona      | 1–1      | 2–1 (h.u.) |
| Ajax           | 2–3                          | AC Milan          | 0–0      | 2–3        |
| Internazionale | 2–2 (i.g.)                   | Valencia CF       | 1–0      | 1–2        |

### Elődöntők
Az első mérkőzéseket 2003. május 6-án és 7-én, a visszavágókat május 13-án és május 14-én játszották.
| 1. csapat   | Össz.Tooltip Aggregate score | 2. csapat      | 1. mérk. | 2. mérk. |
| ----------- | ---------------------------- | -------------- | -------- | -------- |
| Real Madrid | 3–4                          | Juventus       | 2–1      | 1–3      |
| AC Milan    | 1–1 (i.g.)                   | Internazionale | 0–0      | 1–1      |

1. ↑  Az AC Milan és az Internazionale hazai stadionja is a San Siro, mindkét mérkőzést itt játszották. A sorsolás szerint azonban a második mérkőzésen az AC Milan volt a vendég csapat, így ők jutottak tovább az „idegenben szerzett több gól” szabálya alapján.[1]

### Döntő
| 2003. május 28. 20:45 |

| Juventus                                        | 0–0 (h. u.) | AC Milan                                 |
| ----------------------------------------------- | ----------- | ---------------------------------------- |
|                                                 | Jegyzőkönyv |                                          |
| Büntetőpárbaj                                   |             |                                          |
| Trezeguet Birindelli Zalayeta Montero Del Piero | 2–3         | Serginho Seedorf Kaladze Nesta Sevcsenko |

| Old Trafford, Manchester Nézőszám: 63 215 Játékvezető: Markus Merk (német) |

| A 2002–2003-as UEFA-bajnokok ligája győztese |
| -------------------------------------------- |
| AC Milan 6. cím                              |

## Gólszerzők
| Gól                               | Név                  | Csapat              |
| --------------------------------- | -------------------- | ------------------- |
| 12                                | Ruud van Nistelrooy  | Manchester United   |
| 10                                | Filippo Inzaghi      | AC Milan            |
| 9                                 | Hernán Crespo        | Internazionale      |
| 9                                 | Roy Makaay           | Deportivo La Coruña |
| 9                                 | Raúl González Blanco | Real Madrid         |
| 8                                 | Jan Koller           | Borussia Dortmund   |
| 7                                 | Thierry Henry        | Arsenal             |
| 7                                 | Javier Saviola       | FC Barcelona        |
| 6                                 | Ronaldo              | Real Madrid         |
| 6                                 | Alan Shearer         | Newcastle United    |
| 5                                 | Sonny Anderson       | Olympique Lyon      |
| 5                                 | Yakubu Aiyegbeni     | Makkabi Haifa       |
| 5                                 | John Carew           | Valencia            |
| 5                                 | Alessandro Del Piero | Juventus            |
| 5                                 | Ryan Giggs           | Manchester United   |
| 5                                 | Christian Giménez    | FC Basel            |
| 5                                 | Guti                 | Real Madrid         |
| 5                                 | Zlatan Ibrahimović   | AFC Ajax            |
| 5                                 | Patrick Kluivert     | FC Barcelona        |
| 5                                 | Pavel Nedvěd         | Juventus            |
| 5                                 | Julio Rossi          | FC Basel            |
| 4                                 | 11 játékos           | 11 játékos          |
| 3                                 | 13 játékos           | 13 játékos          |
| 2                                 | 42 játékos           | 42 játékos          |
| 1                                 | 115 játékos          | 115 játékos         |
| Öngól: 11 játékos1                |                      |                     |
| Utolsó frissítés: 2003. május 28. |                      |                     |
| Forrás: worldfootball.net         |                      |                     |

1 Caçapa a Lyon mindkét Internazionale elleni csoportmérkőzésén egy-egy öngólt vétett, így összesítésben két öngólt szerzett, vagyis a 11 öngólt 10 játékos szerezte.